# More kastell
More kastell är en 7 km lång ravin nordväst om Fågelfors, på gränsen mellan Hultsfreds och Högsby kommun i Småland. Ravinen, vars branta bergväggar är upp till 40 m höga, har bildats genom att smältvatten från inlandsisen utvidgade en befintlig spricka. Längst ner i ravinen står kastellet som är en urbergshorst.
Sprickan har historiskt haft en stor betydelse rent administrativt. Här går fortfarande gränsen mellan Linköpings stift och Växjö stift och tidigare gick även kommungränser med mera här. Det finns även indikationer på att Nils Dacke kan ha haft en bas i denna oländiga trakt där ingen kunde komma åt honom.